# Połowce (Ukraina)
Połowce (ukr. Полівці, Poliwci) – wieś na Ukrainie, w obwodzie tarnopolskim, w rejonie czortkowskim, w hromadzie Białobożnica, nad rzeką Dżurynem.
W okresie II Rzeczypospolitej wieś wchodziła w składzie powiatu czortkowskiego w województwie tarnopolskim. W 1931 liczyła 2169 mieszkańców. W 1940 r. NKWD zesłało na Syberię 23 mieszkańców. W latach 1939–1945 nacjonaliści ukraińscy z OUN – UPA zamordowali 75 Polaków, w tym siostry zakonne Anastazję Bartosz i Amelię Borkowską ze zgromadzenia służebniczek starowiejskich[niewiarygodne źródło?].
We wsi urodził się Isydor Nahajewski, ksiądz greckokatolicki oraz ukraiński działacz społeczny, kapelan 14 Dywizji Grenadierów SS.
Proboszczem parafii rzymskokatolickiej w Połowcach był w latach 1932–1944 był ks. Bernard Pyclik ps. „Żaba” organizator placówki Armii Krajowej w Słobódce Dżuryńskiej, kapelan Obwodu Czortków AK, po wojnie więziony przez UB.
Częścią Połowiec są dawniej samodzielne miejscowości Połowce-Kolonia i Bartoszówka (ostatnia zlikwidowana).